# Conrad Rooks
Conrad Rooks (Kansas City, 15 dicembre 1934 – Massachusetts, 11 dicembre 2011) è stato un regista, sceneggiatore e attore statunitense.

## Biografia
Regista sperimentale, nel 1966 diresse il film Chappaqua, per cui vinse il Leone d'argento - Gran premio della giuria alla 27ª Mostra internazionale d'arte cinematografica di Venezia e nel 1972 l'adattamento cinematografico al romanzo di Hermann Hesse Siddhartha.